# Västland
Västland is een plaats in de gemeente Tierp in het landschap Uppland en de provincie Uppsala län in Zweden. De plaats heeft 80 inwoners (2005) en een oppervlakte van 37 hectare.